# Спляча красуня (фільм, 1964)
«Спляча красуня» (рос. «Спящая красавица») — російський радянський кольоровий фільм-балет, поставлений на кіностудії «Ленфільм» в 1964 році кінорежисером Аполлінарієм Дудком і режисером-балетмейстером Костянтином Сергеєвим. Екранізація однойменного балету П. І. Чайковського.
Прем'єра фільму в СРСР відбулося 3 серпня 1964 року.

## Зміст
Приголомшлива екранізація популярного балету «Спляча Красуня». Сам спектакль відомий з кінця 19 століття. Екранізація від Ленфільму осучаснила постановку і дала їй друге життя, рятуючи цей безумовний шедевр від забуття.

## Ролі
- Алла Сизова — Аврора
- Юрій Соловйов — принц Дезіре
- Наталія Дудинська — Фея Зла (Карабос)
- Ірина Баженова — Фея Бузку
- Ольга Заботкіна — Королева
- Всеволод Ухов — Король
- Віктор Рязанов — Каталабют, церемонийместер
- Наталія Макарова — принцеса Флоріна
- Валерій Панов — Блакитний птах
- Емма Мінченок — Фея Ніжності
- Калерія Федичева — Фея Сміливості
- Людмила Ковальова — Фея Щедрості
- І. Корнеєва — Фея Жвавості
- Галина Кекішева — Біла Кішечка
- О. Кузнецьов — Кіт в чоботях
- Геннадій Селюцький — Наречений
- Людмила Савельєва — нереїда  (в титрах не вказана)
- а також солісти та кордебалет Ленінградського державного академічного театру опери та балету імені С. М. Кірова та учні Ленінградського хореографічного училища ім. А. Я. Ваганової

## Музиканти
- Оркестр Ленінградського державного академічного театру опери та балету імені С. М. Кірова
- Диригенти — Борис Хайкін, Юрій Гамалій

## Знімальна група
- Хореографія — Маріуса Петіпа, Костянтина Сергеєва
- Сценарій — Костянтина Сергеєва, Йосипа Шапіро
- Режисери-постановники — Аполлінарій Дудко, Костянтин Сергієв
- Головний оператор — Анатолій Назаров
- Художники — Тамара Васильківська, Всеволод Улитко
- Художник-декоратор — Є. Н. Якуба
- Звукооператор — Олександр Беккер
- Режисер — А. Соколов
- Асистенти режисера — Н. Окунцева, Людмила Шредерс
- Оператори — Костянтин Соловйов, Володимир Ковзель, Олександр Чіров
- Комбіновані зйомки:
Оператор — Микола Покопцев
Художник — Михайло Кроткін
- Монтажер — Ізольда Головко
- Художники-гримери — А. Буфетова, Г. Петров
- Редактор — Ісаак Гликман
- Директор картини — Поліна Борисова